# ヴクブ・カキシュ
ヴクブ・カキシュ（Vucub Caquix　ヴクヴ・カキシュ）は、マヤ神話に伝わる巨人。エメラルドの歯と、金と銀で出来た輝く体を持つ。その名は「七の鸚鵡」を意味し、巨大な怪鳥として描かれる事も多い。
ヴクブ・カキシュは、かつての創造と現在の創造との間にある黄昏の世界の太陽と月のふりをした力強い鳥として描写されている。現代のKʼicheʼによると、彼の名前は北斗七星の7つの星を指している。
ヴクブ・カキシュの傲慢さに怒った双子の英雄フンアフプーとイシュバランケーは、彼を倒そうとするも返り討ちにあう。辛うじて逃げ延びた双子は、ヴクブ・カキシュの強さの秘密は歯にあることを知る。
ヴクブ・カキシュは双子との戦いで負った歯痛に悩まされていた。そこへ、治療師を装った双子が現れた。ヴクブ・カキシュは双子と気づかずに治療を任せてしまい、歯を抜かれて力を失う。おまけに目玉も抉り抜かれ、ヴクブ・カキシュは衰弱死することになる。